# Pizarrete
Pizarrete är en ort i Dominikanska republiken.   Den ligger i provinsen Peravia, i den sydöstra delen av landet, 30 km sydväst om huvudstaden Santo Domingo. Pizarrete ligger 57 meter över havet och antalet invånare är 2 695.
Terrängen runt Pizarrete är platt åt sydost, men åt nordväst är den kuperad.  Närmaste större samhälle är Baní, 11,3 km väster om Pizarrete. Omgivningarna runt Pizarrete är en mosaik av jordbruksmark och naturlig växtlighet.